# Mistrzostwa Świata w Pięcioboju Nowoczesnym 1977
Mistrzostwa Świata w Pięcioboju Nowoczesnym 1977 – 22. edycja mistrzostw odbyła się w San Antonio.

## Klasyfikacja medalowa
| Lp. | Państwo | złoto | srebro | brąz | Razem |
| --- | ------- | ----- | ------ | ---- | ----- |
| 1.  | Polska  | 2     | 0      | 1    | 3     |
| 2.  | ZSRR    | 0     | 2      | 0    | 2     |
| 3.  | Węgry   | 0     | 0      | 1    | 1     |

## Medaliści

### Mężczyźni
| Złoto                                                                 | Srebro                                                       | Brąz                                               |
| Indywidualnie                                                         |                                                              |                                                    |
| Janusz Pyciak-Peciak                                                  | Pawieł Ledniow                                               | Sławomir Rotkiewicz                                |
| Drużynowo                                                             |                                                              |                                                    |
| Polska · Janusz Pyciak-Peciak · Sławomir Rotkiewicz · Zbigniew Pacelt | ZSRR · Pawieł Ledniow · Siergiej Riabikin · Aleksander Tarew | Węgry · Pál Bakó · Tibor Maracskó · László Horváth |